# Valeriodes
Valeriodes é um gênero de traça pertencente à família Arctiidae.